# Strzelanina w centrum handlowym Field’s w Kopenhadze
Strzelanina w centrum handlowym Field’s w Kopenhadze – strzelanina, do której doszło 3 lipca 2022 w największym duńskim centrum handlowym Field’s w Kopenhadze.

## Przebieg
Policja otrzymała wstępne zgłoszenia o strzelaninie o godzinie 17:37 po południu – dotyczyły one uzbrojonego sprawcy, który miał wejść do sklepu. W strzelaninie zginęły 3 osoby, 7 zostało postrzelonych, ponadto wiele osób odniosło również rany w trakcie panicznej ucieczki z centrum handlowego. Sprawca ataku został chwilę później zatrzymany przez policję. Według świadka, który także nagrał sprawcę wewnątrz centrum, napastnik podczas ataku krzyczał, że to co robi nie dzieje się naprawdę.
Wśród ofiar strzelaniny byli: 47-letni obywatel Rosji oraz para duńskich nastolatków – chłopak z dziewczyną.

## Sprawca
Sprawcą strzelaniny był 22-letni Noah Esbensen. Broń, z której strzelał, nie była jego własnością i została przez niego pożyczona od sąsiada.
Napastnik miał wcześniej wiele kontaktów z ośrodkami leczenia zdrowia psychicznego, ale jego stan wciąż się pogarszał; według śledztwa duńskiej telewizji TV2 w ostatnim czasie przed atakiem system leczenia zdrowia psychicznego w Kopenhadze popełnił wiele nieprawidłowości, ignorując zgłoszenia sprawcy o jego złym stanie psychicznym. Esbensen miał kanał na portalu YouTube na którym chwilę przed atakiem zamieścił 4 filmy, na których celuje do siebie z karabinu, użytego później w strzelaninie. Wyjawiał też fascynację postaciami masowych morderców, w szczególności sprawcami masakry w Columbine High School, a także Randym Stairem – sprawcą strzelaniny w supermarkecie w Pensylwanii z 2017. Według śledztwa telewizji TV2, sprawca przed atakiem napisał w swoim pamiętniku, że do popełnienia zbrodni zainspirował go Randy Stair.